# VAZ-2101
A VAZ-2101 (também conhecido como "kopeyka" ou "Zhiguli") foi um carro compacto (classe "pequeno" na classificação Soviética), sedan, produzido pela AvtoVAZ e introduzido em 1970. Mais conhecido como o Lada fora da sua terra natal, era uma versão do Fiat 124 adaptado para o mercado soviético e para o Leste Europeu.
Conhecida como a Zhiguli dentro da União Soviética, as principais diferenças entre o VAZ-2101 e o Fiat 124 é o uso do aço mais grosso para a carroceria, um motor de OHC (no lugar da original unidade OHV Fiat), e o uso de freios a tambor nas rodas traseiras no lugar de freios a disco. As primeiras versões do carro apresentava uma manivela para a ignição manual do motor e uma bomba de combustível auxiliar.
Os AvtoVAZ foram proibidos de vender o carro no mercado pois competiam ao lado do Fiat 124, mas as exportações para países da Europa Ocidental começou em 1974 quando o 124 foi interrompido em favor de novos Fiat 131 Mirafiori. O 2101 era vendido nos mercados de exportação como o Lada Lada 1200 e 1300 até 1989.

## Variantes
- VAZ-2101 (1970): primeira variante foi equipado com motor de 1,2 litros.
- VAZ-21011 (1974): motor de 1,3 l em vez de 1,2 l. Outras mudanças incluíram a auto-regulação freios a tambor no eixo traseiro, esta configuração também foi montado o VAZ-2101. As luzes traseiras também foram achatadas em uma maneira similar ao refletor passivo (anteriormente uma parte separada sob as luzes principais traseiro. A bomba do limpador de pára-brisa foi deslocada para baixo e era operado por uma perna de borracha em vez de um botão no painel. O painel tinha uma guarnição de madeira plástica. Os assentos dianteiros e traseiros tornaram-se mais confortável. Material e cor do painel de instrumentos foi alterado a partir do original em preto cinza claro a branco sobre fundo preto, a iluminação do painel de instrumentos foi alterada também. Sobre os pilares da retaguarda havia orifícios retangulares com grade, que Vaz 2101 não tem. E há quatro furos decorativo oval horizontal apareceu no painel frontal acima do parachoque. As versões de exportação foram designados cerca de Lada 1300.
- VAZ-21013 (1977): similar ao VAZ-21011, motor de 1,2 litros, exportado como o Lada 1200 com uma versão atualizada (que integra o exterior e as alterações introduzidas como o painel do VAZ-21011) chamada de Lada 1200. Além disso, uma versão perua foi disponibilizada - VAZ-2102 também conhecida como Lada 1200 Combi.
- VAZ-21016: alteração de milícia soviética, motor de 1.5 l (a partir do VAZ-2103).